# تومباگا

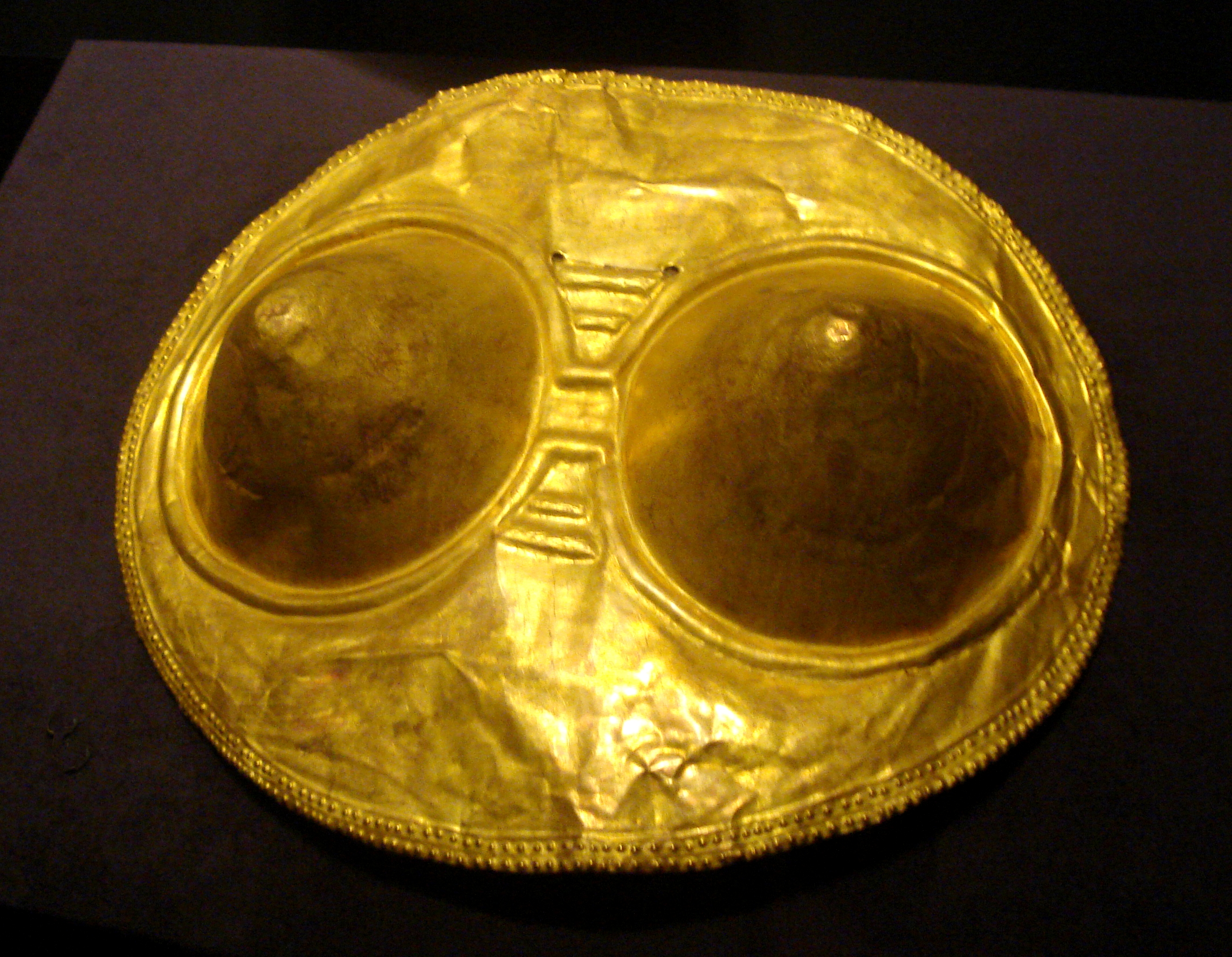
کمربند سینه ای تومباگا از فرهنگ کویمبایا. 300 – 1600 بعد از میلاد

تومباگا نام آلیاژ غیر اختصاصی طلا و مس  است که توسط کنکیستادور‌های اسپانیایی به فلزات تشکیل شده از این عناصر داده شده‌است که در استفاده گسترده در آمریکای میانه ی پیش از کلمبیا در آمریکای شمالی و آمریکای جنوبی یافت می‌شود.
باور بر این است که این واژه اقتباسی از تمباگا مالایی به معنای " مس " یا " برنج" است که به نوبه خود از پراکریت ممی‌باشد. در ادبیات نیز تومباگو نوشته شده‌است.
همچنین کلمه تومباگا معمولاً در بحث‌های متالورژی دنیای جدید به کار می‌رود تا آلیاژ مس-طلا را که در ساخت اشیاء عمدتاً تزئینی استفاده می‌شود و روی آن‌ها سطح طلا از طریق تذهیب تخریبی یا آبکاری جایگزین الکتروشیمیایی به دست می‌آید استفاده می‌شود. یک کلمه یکسان با یک مرجع ظاهراً یکسان در تاگالوگ فیلیپین یافت می شود. شکل‌های مرتبط این کلمه با ارجاع‌های متفاوت در سایر زبان‌های آسترونزی وجود دارد، مانند تمباگا مالایی «مس، برنج» و تومباکا مالاگازی «پول نقره». ریشه شناسی سنتی این کلمه آن را از سانسکریت tämra گرفته شده است، از طریق یک شکل پسوندی که به هندی میانی (پراکریت) تامباکا، تامباگا "مس" تبدیل می شود. با این حال، به نظر می رسد که آلیاژ مس با طلا از فرهنگ موچه در شمال پرو در حدود سال 100 پس از میلاد سرچشمه گرفته است. اگرچه قدمت تغییر معنایی از "مس" به "آلیاژ مس-طلا" هنوز به طور مستقیم برای کلمه تاگالوگ تاریخ گذاری نشده است. سوابق تاریخی عصر اکتشاف نشان می دهد که همزادگان تومباگا تاگالوگ به آلیاژ مس-طلا در سایر نقاط فیلیپین و جاهای دیگر در آسیای جنوب شرقی حداقل در آغاز قرن هفدهم اشاره دارند.

## ترکیب و خواص
تومباگا آلیاژی است که بیشتر از طلا و مس تشکیل شده‌است. به‌طور قابل توجهی نقطه ذوب کمتری از طلا یا مس خالص دارد. این آلیاژ سخت‌تر از مس است، اما پس از کوبیدن، چکش خواری خود را حفظ می‌کند.
تومباگا را می‌توان با یک اسید ساده مانند اسید سیتریک، آغشته کرد تا مس را در سطح حل کند. چیزی که باقی می‌ماند، یک لایه براق از طلای تقریباً خالص روی یک ورق سخت‌تر و با دوام‌تر از آلیاژ مس-طلا می‌باشد. این فرایند به عنوان طلاکاری تخریبی نامیده می‌شود.

## استفاده و عملکرد
تومباگا به‌طور گسترده‌ای توسط فرهنگ‌های ماقبل کلمبیایی آمریکای جنوبی و مرکزی، برای ساخت اشیاء مذهبی استفاده می‌شد. مانند اکثر آلیاژهای طلا، تومباگا نیز کاربرد گسترده‌ای داشت و می‌توانست ریخته‌گری، کشیده، چکش خورده، طلاکاری، لحیم کاری، جوشکاری، آبکاری، سخت‌کاری، بازپخت، صیقلی، حکاکی، برجسته کاری و منبت کاری شود.
نسبت طلا به مس در مصنوعات بسیار متفاوت است. اقلامی با ۹۷ درصد طلا یافت شده‌اند در حالی که برخی دیگر حاوی ۹۷ درصد مس هستند. همچنین برخی گونهٔ تومباگای شناسایی شده علاوه بر طلا و مس، از فلزات دیگری نیز تشکیل شده‌است که تا ۱۸ درصد از کل جرم تومباگا را تشکیل می‌دهد.
اشیاء تومباگا اغلب با استفاده از ترکیبی از تکنیک ریخته‌گری لاست‌واکس و طلاکاری تخریبی ساخته می‌شدند. آلیاژی با نسبت‌های مختلف مس، نقره و طلا (معمولاً با نسبت درصد ۸۰:۱۵:۵) ریخته‌گری شدند. پس از برداشتن، آن را سوزاندند و سطح مس را به اکسید مس تبدیل کردند که سپس به صورت مکانیکی حذف شدند. پس از آن جسم را در محلول اکسید کننده ای قرار دادند که احتمالاً از کلرید سدیم (نمک) و سولفات آهن تشکیل شده‌بود. این کار نقره را از سطح حل می‌کرد و فقط طلا باقی می‌ماند. هنگامی که از طریق میکروسکوپ مشاهده می‌شد، حفره‌هایی در جایی که مس و نقره بودند ظاهر می‌شد.
تومباگا کاربرد جالب دیگری هم داشت. برخی از فرهنگ‌ها مانند موچه در پرو، قبل از دفن، شمش‌های کوچک تومباگا را در دهان مردگان بلندپایه خود قرار می‌دادند. البته این آیین و رویه‌ی تدفین در فرهنگ‌های باستانی دیگری هم با فلزات مختلفی قابل مشاهده‌است که دلیل و اهمیت آن نا‌مشخص است.

موچه ها زرگران و لاپیداریست های ماهری شگفت آور بودند که می توانستند سوراخ های مستقیم ثابتی را در مهره های کریستال کوارتز و سوراخ های بسیار ریز در دیسک های فیروزه ای ایجاد کنند. آنها فقط از ابزار سنگی استفاده می کردند، اما توانستند کارهای شگفت انگیزی را انجام دهند.

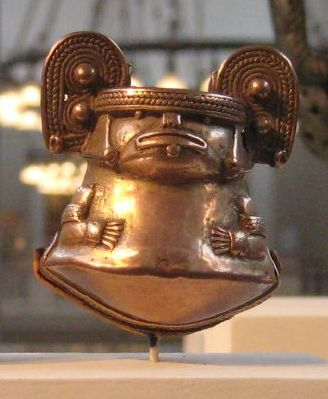
مجسمه‌ای از جنس تومباگا

## خرابه «تومباگا»
در سال ۱۹۹۲، تقریباً ۲۰۰ میله نقره «تومباگا» در خرابهٔ جزیره گراند باهاما کشف شد. آنها عمدتاً از نقره، مس و طلا تشکیل شده بودند که توسط اسپانیایی‌ها در طول فتوحات کورتس غارت شده و به‌سرعت در میله‌های تومباگا برای انتقال به اقیانوس اطلس ذوب شدند. چنین میله‌هایی معمولاً در اسپانیا به فلزات سازنده خود ذوب شدند.